# Apostolepis tenuis
Apostolepis tenuis är en ormart som beskrevs av Ruthven 1927. Apostolepis tenuis ingår i släktet Apostolepis och familjen snokar. Inga underarter finns listade i Catalogue of Life.
Arten förekommer i Bolivia i departementen Beni och Santa Cruz. Den lever i låglandet mellan 120 och 300 meter över havet. Habitatet utgörs av regnskogar. Antagligen är Apostolepis tenuis liksom andra släktmedlemmar nattaktiv. Släktets medlemmar gräver vanligen i lövskiktet eller i det översta jordlagret.
Troligtvis hotas beståndet när jordbruksmark och samhällen etableras. Fram till 2016 var endast två individer kända som upptäcktes 1927. IUCN listar arten med kunskapsbrist (DD).